# Эйларт, Яан Хансович
Яан Хансович Эйларт (эст. Jaan Eilart; 24 июня 1933 — 18 мая 2006) — советский и эстонский ботаник, фитогеограф, эколог и историк культуры.

## Биография
Яан Эйларт родился 24 июня 1933 года в деревне Пала в волости Кирна уезда Ярвамаа. В 1940—1946 годах ходил в местную начальную школу. С 1946 по 1952 год посещал школу № 1 города Тюри. В 1952 году поступил в Эстонскую академию сельского хозяйства. С 1957 года преподавал в Тартуском университете охрану природы и краеведение как предмет. В 1958 году основал Тартуский студенческий кружок по охране природы (эст. Tartu Üliõpilaste Looduskaitsering; TÜLKR), который стал старейшим в стране студенческим обществом, посвящённым охране природы. В 1966 году создал Эстонское общество охраны природы (эст. Eesti Looduskaitse Selts, ELKS), долгое время был его председателем, а затем — почётным председателем. В 1971 году стал учредителем национального парка Лахемаа в Эстонии на побережье Финского залива — первого национального парка в СССР. Позднее он также занимался созданием национальных парков в Коми, Армении и Таджикистане. Эйларт занимал пост председателя Восточно-Европейского комитета МСОП с 1982 по 1990 год.
Он внёс большой вклад в развитие природоохранных мероприятий в Эстонии и СССР. Написал более 20 книг, под его редакцией вышло около 50 публикаций. Он написал около 1500 статей (из них 300 научных). Удостоен многих отечественных и зарубежных наград.
Яан Эйларт умер 18 мая 2006 года в Тарту возрасте 72 лет. Похоронен на кладбище Раади.

## Сочинения
- Лахемааский национальный парк. — Таллин : Валгус, 1978